# Wschowa
Pour les articles homonymes, voir Wschowa (homonymie).
Wschowa (prononciation [ˈfsxɔva] ; en allemand : Fraustadt) est une ville historique de la voïvodie de Lubusz dans l'Ouest de la Pologne. Elle est le chef-lieu du powiat de Wschowa et de la gmina de Wschowa.

## Géographie
La ville est située dans la région historique de Grande-Pologne (Wielkopolska), proche de la frontière méridionale avec la Silésie. Wschowa se trouve sur la route de Głogów à Leszno, à environ 80 kilomètres à l'Est de la capitale de la voïvodie, Zielona Góra.
La gare de Wschowa est reliée à la ligne de chemin de fer de Łódź à la frontière allemande près de Zasieki.

## Histoire

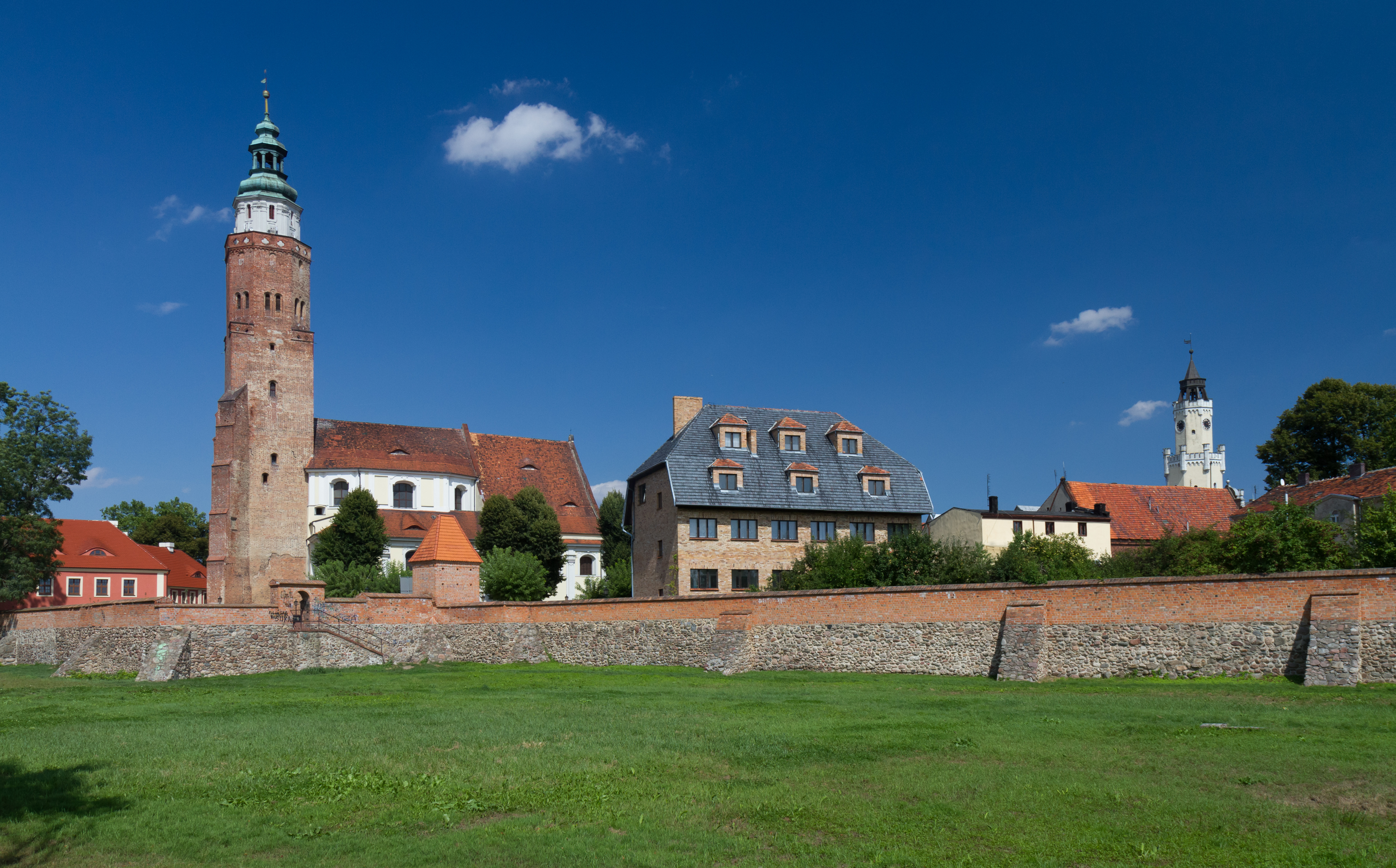
Les anciennes fortifications de la ville avec l'église Saint-Stanislas.

La ville de Veschow fut mentionnée pour la première fois dans un acte de 1248. À cette époque, la propriété des domaines fait l'objet de divergences entre les souverains du duché de Grande-Pologne et du duché de Silésie. Fondée selon le droit de Magdebourg au cours de la colonisation germanique, la cité a été reconnu à la voïvodie de Poznań par le roi Casimir III de Pologne en 1343. Néanmoins, les citoyens aspiraient à une association avec la région silésienne de Głogów au Sud qui, depuis le XIVe siècle, faisait partie des pays de la couronne de Bohême. En 1426, le roi Ladislas II Jagellon accorde à Wschowa une large autonomie.
Au milieu du XVIe siècle, la majorité de la population accueillait la Réforme protestante. La ville devint l'un des centres du protestantisme dans la république des Deux Nations, représenté notamment par le théologien Valerius Herberger (1562–1627) et le poète Andreas Gryphius (1616–1664). Avec l'autorisation du staroste local, la paroisse luthérienne a pu établir sa propre église en 1604. Lorsque les pays silésiens au Sud, appartenant à la monarchie de Habsbourg depuis 1526, ont été exposés aux mesures de la Contre-Réforme, des réfugiés religieux y trouvent un lieu sûr.

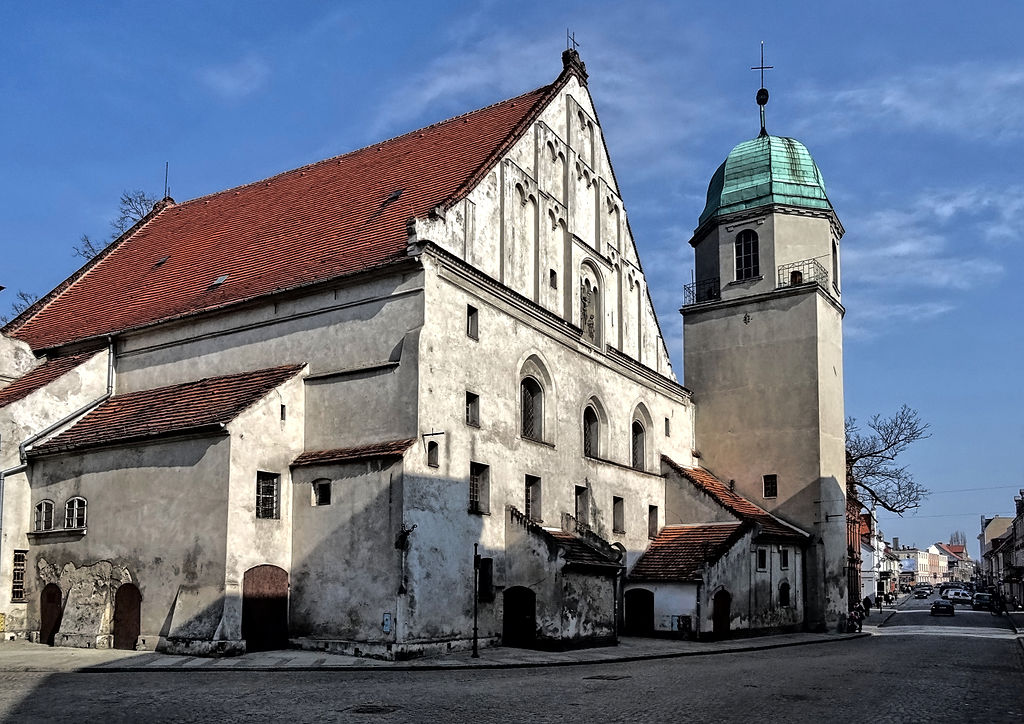
L'église protestante.

Pendant la grande guerre du Nord, l'armée de l'Empire suédois battit les forces unies de l'électorat de Saxe et de la Russie à la bataille de Fraustadt le 13 février 1706. La dynastie saxonne des Wettin régna sur la Pologne de 1697 à 1763 ; dans ces temps, le Sénat de Pologne s'est réuni à plusieurs reprises à Wschowa.
La ville fit annexée par le royaume de Prusse au cours de la deuxième partage de la Pologne en 1793 et incorporée dans la nouvelle province de Prusse-Méridionale. Après les guerres napoléoniennes et le congrès de Vienne en 1815, elle faisait partie de l'arrondissement de Fraustadt du grand-duché de Posen puis de la province de Posnanie. Bien qu'elle appartenait à la Prusee, Fraustadt était située en dehors de la Confédération germanique. En 1871, la région a été intégrée dans l'Empire allemand. La ville fut le siège d'une garnison de l'Armée prussienne ; le futur président Paul von Hindenburg était stationné ici en 1884–1885.
Après la Seconde Guerre mondiale, avec les conséquences de la conférence de Potsdam et la mise en œuvre de la ligne Oder-Neisse, la ville est intégrée à la république de Pologne. La population d'origine allemande est expulsée et remplacée par des Polonais.
De 1975 à 1998, la ville est attachée administrativement à la voïvodie de Leszno.

Depuis 1999, elle fait partie de la voïvodie de Lubusz.

## Démographie
Données du 31 décembre 2008:
| Description        | Total  | Total | Femmes | Femmes | Hommes | Hommes |
| ------------------ | ------ | ----- | ------ | ------ | ------ | ------ |
| Unité              | Nombre | %     | Nombre | %      | Nombre | %      |
| Population         | 14 400 | 100   | 7 488  | 52     | 6 912  | 48     |
| Densité (hab./km²) | 1 716  | 1 716 | 892    | 892    | 824    | 824    |

## Personnalités liées à la ville
- Valerius Herberger (1562–1627), théologien luthérien ;
- Andreas Gryphius (1616–1664), poète baroque, expulsé de Głogów, a vécu à Fraustadt à partir de 1632 ;
- Adolf von Massenbach (1868-1947), homme politique ;
- Bronisław Geremek (1932–2008), historien et politicien, a fréquenté l'école de Wschowa ;
- Elżbieta Rafalska (née en 1955), femme politique.

## Sports
Wschowa a accueilli l'édition 2010 (en) du Grand prix de Pologne de side-car cross.

## Relations internationales

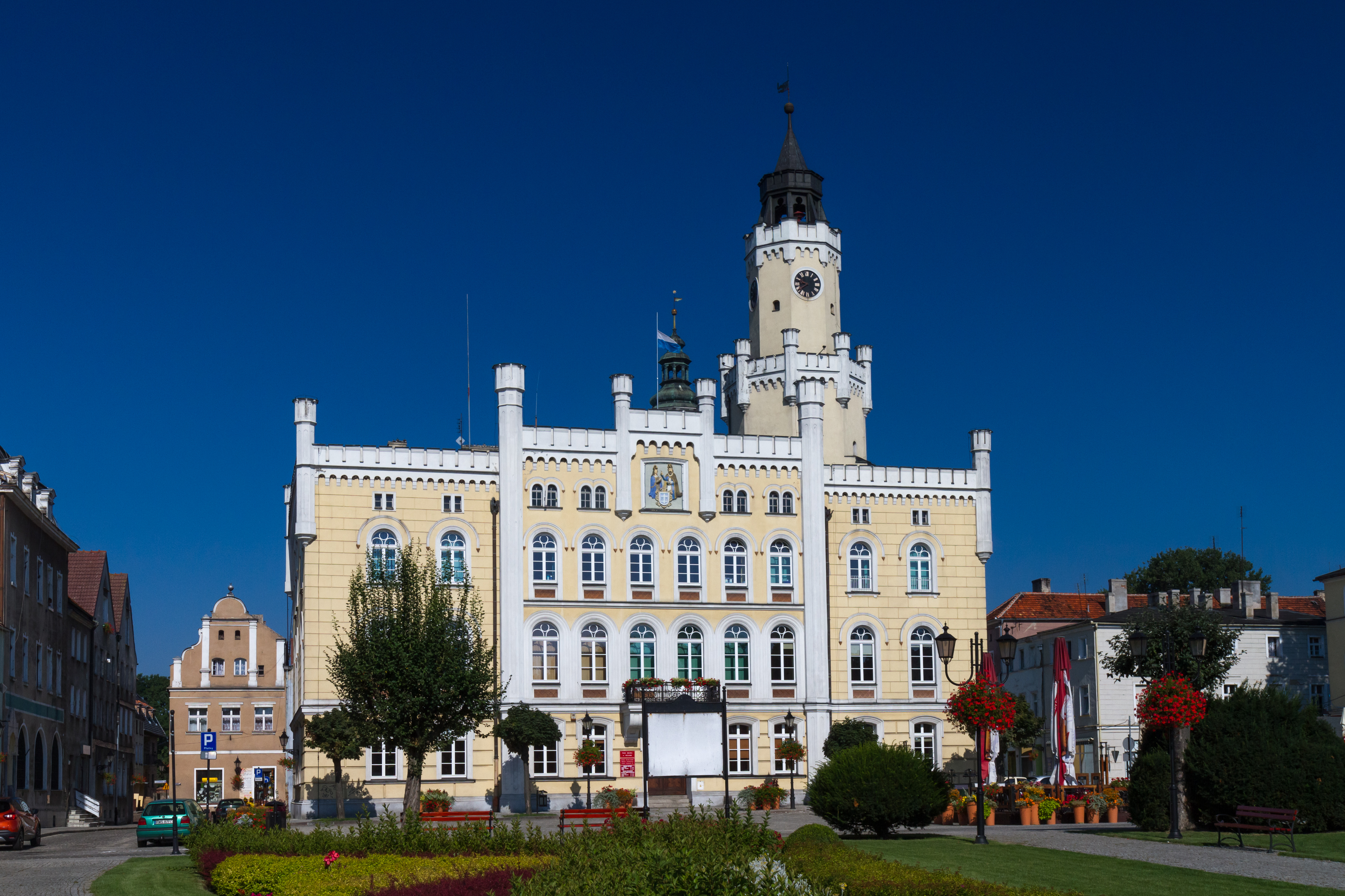
L'hôtel de ville.

### Jumelages
La ville a signé des jumelages ou des accords de coopération avec :
- Šalčininkai (Lituanie).